# Raccordo autostradale 3
Il raccordo autostradale 3 Siena-Firenze (RA 3) conosciuto anche come Autopalio è un raccordo autostradale italiano che si trova in Toscana. Percorre la provincia di Siena e la città metropolitana di Firenze, allacciando Siena all'autostrada A1 a Firenze con un percorso di 56,360 km, da sud a nord. È gestita da Anas.

## Storia
Il raccordo è stato aperto nel 1966, come compensazione senese per la perdita del progettato tracciato originario dell’Autosole a favore di Arezzo.

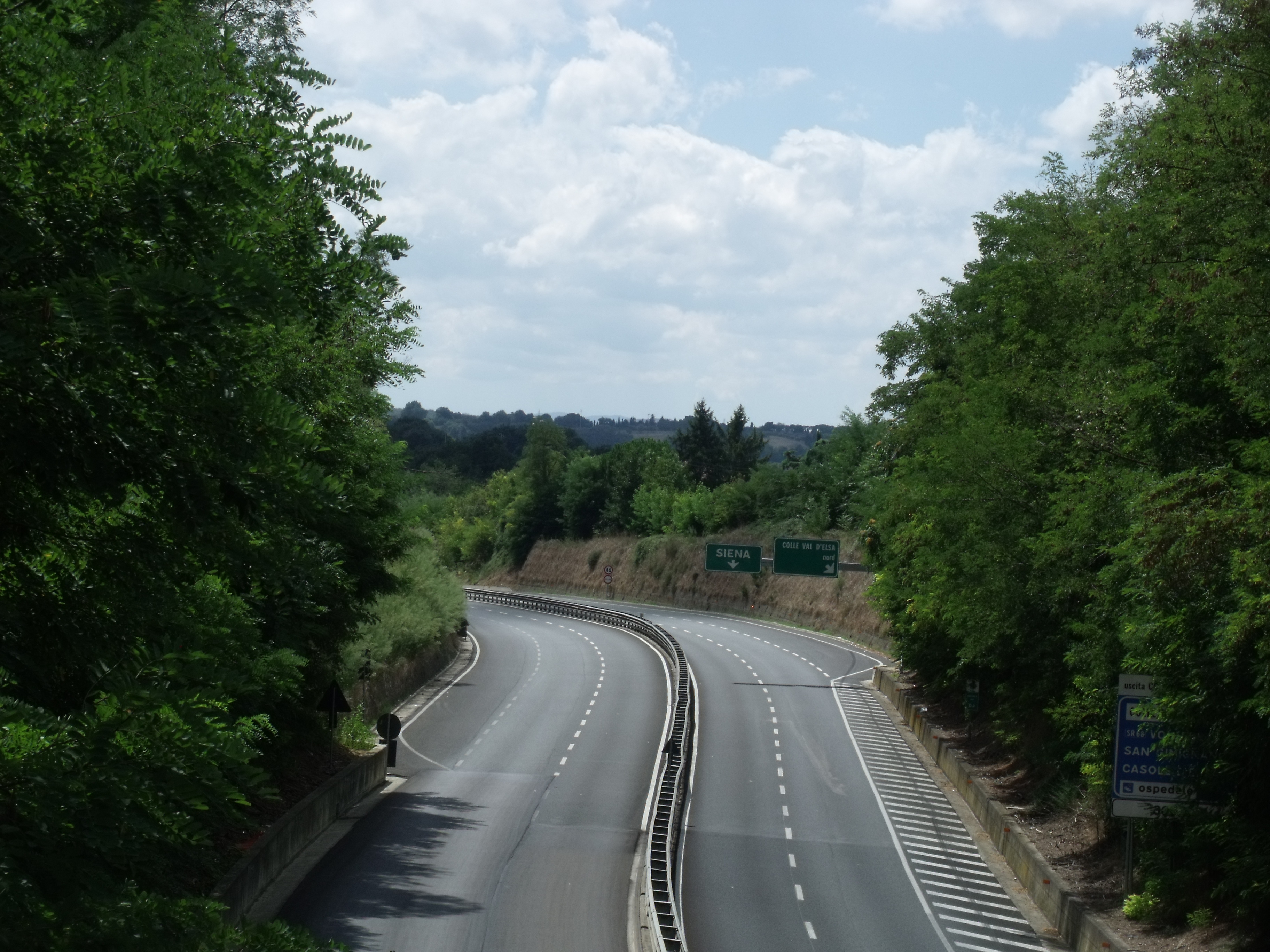
L'uscita di Colle Val d'Elsa nord

L'assegnazione della numerazione RA 03 è stata introdotta col decreto del presidente del Consiglio dei ministri del 21 settembre 2001 (Gazzetta Ufficiale n. 226 del 28-09-2001); tuttavia apparve nella segnaletica solamente coi lavori di manutenzione straordinaria, iniziati a settembre 2013, e sui segnali verticali compositi di numerazione dei cavalcavia.

## Classificazione
Il raccordo autostradale è stato classificato come tale il 1º aprile 1967. Lo stesso decreto ha classificato il raccordo tecnicamente come "strada di tipo A (autostrada)". Successivamente, il raccordo, col Decreto legislativo 29 ottobre 1999, n. 461, è stato incluso nella rete stradale a viabilità ordinaria d'interesse nazionale e non più in quella autostradale. Nonostante la classificazione del 1967 di strada di tipo A, non sono stati installati i segnali di inizio e fine autostrada fino al 2013.

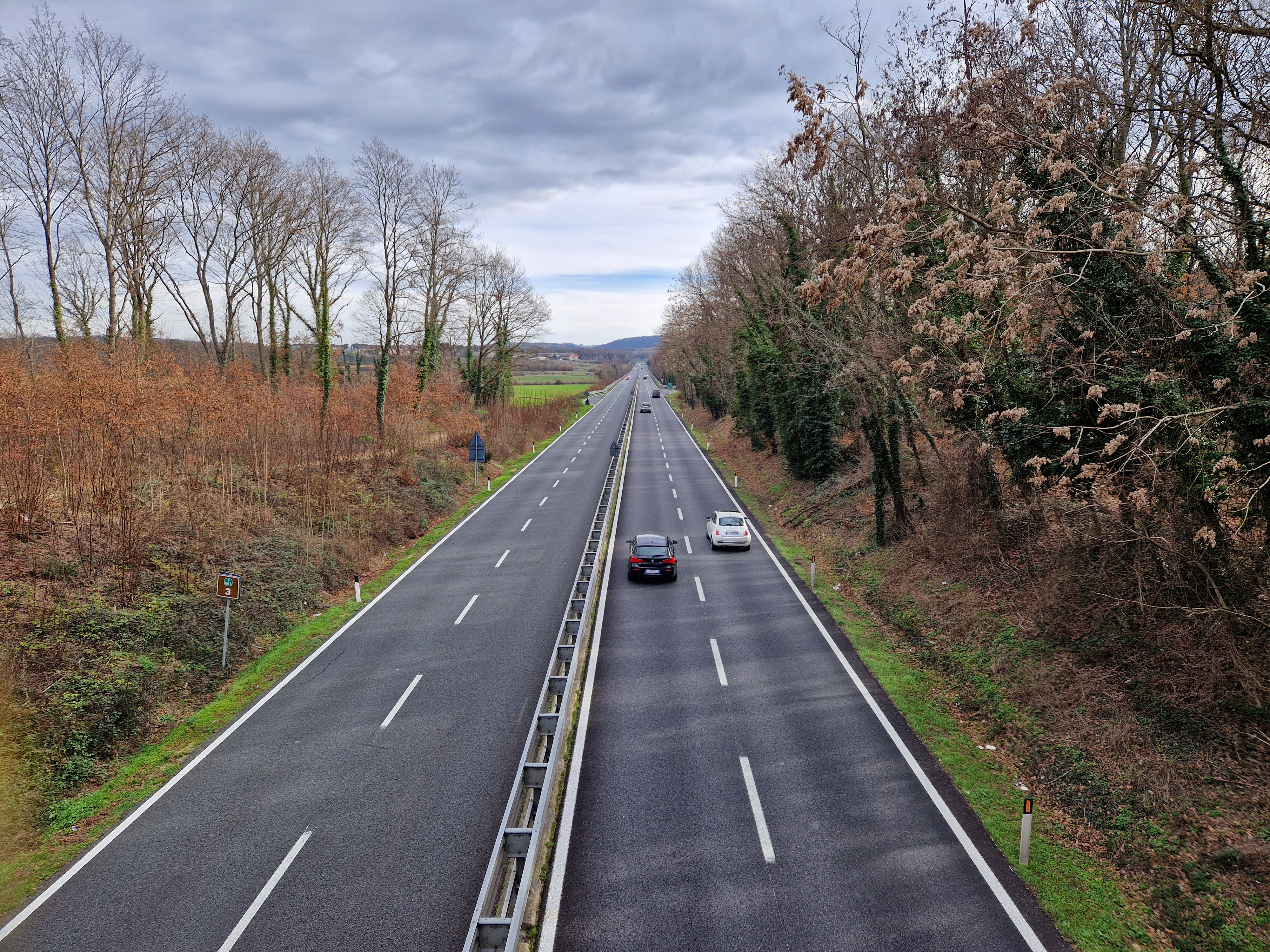
Il tracciato tra Colle Val d'Elsa sud e Monteriggioni

L'arteria si presenta di fatto come una strada di grande comunicazione a carreggiate separate, con due corsie per ogni senso di marcia, priva di corsia di emergenza, ma con piazzole di sosta e col limite massimo di velocità di 90 km/h (60 km/h nei tratti più pericolosi), vista la presenza di numerose curve, salite e discese.

## Percorso
Il raccordo prosegue senza soluzione di continuità come tangenziale Ovest di Siena presso lo svincolo di Siena Nord. In origine il raccordo finiva sulla strada statale 222 Chiantigiana: l'ultimo chilometro è stato trasformato nell'uscita Siena Nord.
Su tutto il tragitto sono presenti due aree di servizio per senso di marcia.

## Tracciato
| Siena-Firenze |                                     |      |      |           |
| Tipo          | Indicazione                         | ↑km↑ | ↓km↓ | Provincia |
|               | Tangenziale Ovest di Siena          | 0    | 56,3 | SI        |
|               | Siena Nord                          | 1,3  | 55   | SI        |
|               | Badesse                             | 5,9  | 51   | SI        |
|               | Monteriggioni                       | 10,4 | 46   | SI        |
|               | Colle Val d'Elsa Sud - Volterra     | 15,6 | 40   | SI        |
|               | Colle Val d'Elsa Nord               | 18,8 | 38   | SI        |
|               | Poggibonsi Sud                      | 22,8 | 33   | SI        |
|               | Poggibonsi Nord - San Gimignano     | 25,1 | 31   | SI        |
|               | San Donato in Poggio                | 35,6 | 21   | FI        |
|               | Tavarnelle Val di Pesa              | 40,5 | 16   | FI        |
|               | Bargino                             | 44,3 | 12   | FI        |
|               | San Casciano Sud                    | 47,3 | 9    | FI        |
|               | San Casciano Nord                   | 50,2 | 6    | FI        |
|               | Impruneta - Greve in Chianti        | 53,0 | 1,3  | FI        |
|               | Firenze Scandicci Firenze Impruneta | 56,3 | 0    | FI        |
| Fonti:        |                                     |      |      |           |

## Infrastrutture

### Aree di servizio
| Siena-Firenze      |      |      |           |
| Nome               | ↑km↑ | ↓km↓ | Provincia |
| Drove Est          | 26,1 | 30,1 | SI        |
| Drove Ovest        | 26,4 | 29,9 | SI        |
| San Casciano Est   | 42,1 | 14,2 | FI        |
| San Casciano Ovest | 43,3 | 13,0 | FI        |
| Fonti:             |      |      |           |

### Gallerie
| Siena-Firenze |             |             |           |         |           |
| Nome          | ↑Lunghezza↑ | ↓Lunghezza↓ | ↑km↑      | ↓km↓    | Provincia |
| Vallombrosina | 413 m       | 413 m       | 54,1–54,6 | 1,7–2,2 | FI        |
| San Casciano  | 407 m       | 404 m       | 47,8–48,2 | 8,1–8,5 | FI        |
| Fonti:        |             |             |           |         |           |